# Greta Johansson
Anna Teresa Margareta „Greta” Johansson po mężu Brandsten (ur. 9 stycznia 1895 w Sztokholmie, zm. 28 stycznia 1978 w San Mateo) – szwedzka pływaczka i skoczkini z początku XX wieku, medalistka igrzysk olimpijskich.
Podczas V Letnich Igrzysk Olimpijskich w Sztokholmie w 1912 roku Johansson wystartowała w dwóch konkurencjach pływackich. Na dystansie 100 metrów stylem dowolnym z czasem 1:41,4 zajęła czwarte miejsce w pierwszym wyścigu eliminacyjnym i odpadła z dalszej rywalizacji. Johansson wystartowała także na drugiej zmianie szwedzkiej sztafety 4 × 100 m stylem dowolnym. Z nieznanym czasem ekipa Szwedek zajęła czwarte miejsce.
Greta Johansson wystartowała także w skokach do wody z wieży. Wygrała tę konkurencję otrzymując najlepsze noty od wszystkich pięciu sędziów, stając się tym samym pierwszą mistrzynią olimpijską w skokach do wody.
Johansson reprezentowała barwy klubu Stockholms KK. Jej mąż, Ernst Brandsten, także był skoczkiem do wody i uczestnikiem igrzysk olimpijskich.